# Joan Carroll
Joan Carroll, nata Joan Felt (Paterson, 18 gennaio 1932 – Puerto Vallarta, 16 dicembre 2016), è stata un'attrice statunitense, attiva come attrice bambina tra il 1936 e il 1945.

## Biografia
Era figlia di Wright G. Felt, ingegnere, e Freida B. Felt, pianista. Prese lezioni di recitazione fin da piccolissima e già a quattro anni si esibì in pubblico. Nel 1936 la sua famiglia si trasferì in California, dove alla bambina fu offerta una piccola parte nel film The First Baby (1936).
Joan studiò alla Fanchon and Marco Dancing School a Hollywood, rivelando ottime doti di cantante e ballerina di tip tap.. Come attrice bambina cambiò il suo cognome d'arte in Carroll. Tra il 1937 e il 1940 apparve in ruoli di supporto in diversi film. La sua grande occasione arrivò nel 1940 con il film Piccolo porto, in cui interpretò il ruolo della sorellina di Ginger Rogers, che le valse un Critics Award. Lo stesso anno diventò la prima star bambina ad essere chiamata da Hollywood ad apparire come protagonista in un musical di Broadway, Panama Hattie. Lo spettacolo restò in scena dal 30 ottobre 1940 al 3 gennaio 1942, e le valse un altro enorme successo personale.
A Hollywood, la RKO le affidò il ruolo di protagonista in due commedie con Ruth Warrick, Obliging Young Lady (1941) e Petticoat Larceny (1943). Da adolescente, Joan Carroll offrì due delle sue prove migliori: in Incontriamoci a Saint Louis (1944) nel ruolo della sorella di Judy Garland e Margaret O'Brien, e ne Le campane di Santa Maria (1945), in cui interpretò la parte di un'adolescente con un difficile rapporto con il padre.
Dopo questi film, la Carroll si ritirò dalle scene. Sposatasi nel 1951 con James Krack, ebbe quattro figli.

## Riconoscimenti
- Young Hollywood Hall of Fame (1940's)

## Filmografia
- The First Baby, regia di Lewis Seiler (1936)
- One Mile from Heaven, regia di Allan Dwan, regia di Norman Foster (1937)
- Lancer Spy, regia di Gregory Ratoff (1937)
- Walking Down Broadway, regia di Norman Foster (1938)
- Gateway, regia di Alfred L. Werker (1938)
- Two Sisters, regia di Ben K. Blake (1938)
- L'ultimo avvertimento di Mr. Moto (Mr. Moto’s Last Warning), regia di Norman Foster (1939)
- L'usurpatore (Tower of London), regia di Rowland V. Lee (1939) - non accreditato
- A Child Is Born, regia di Lloyd Bacon (1939) - non accreditato
- Barricade, regia di Gregory Ratoff (1939)
- Anne of Windy Poplars, regia di Jack Hively (1940)
- Piccolo porto (Primrose Path), regia di Gregory La Cava (1940)
- Laddie, regia di Jack Hively (1940)
- Obliging Young Lady, regia di Richard Wallace (1942)
- Petticoat Larceny, regia di Ben Holmes (1943)
- ...e domani il mondo (Tomorrow, the World!), regia di Leslie Fenton (1944)
- Incontriamoci a Saint Louis (Meet Me In St. Louis), regia di Vincente Minnelli (1944)
- Le campane di Santa Maria (The Bells of St. Mary's), regia di Leo McCarey (1945)

## Teatro
- Panama Hattie (46th Street Theatre, Broadway, 1940-42)